# Chamaesphecia euceraeformis
Chamaesphecia euceraeformis is een vlinder uit de familie wespvlinders (Sesiidae), onderfamilie Sesiinae.
De wetenschappelijke naam van de soort is voor het eerst geldig gepubliceerd door Ochsenheimer in 1816. De soort komt voor in het Palearctisch gebied.